# Мая Иванова
Мая Иванова (на македонска литературна норма: Маја Иванова) е съпруга на четвъртия президент на Северна Македония Георге Иванов.

## Биография
Родена в Скопие на 15 май 1964 година като Мая Тоневска. Завършва Правния факултет на Скопския университет. Работи като съветник в Агенцията за гражданско въздухоплаване на Северна Македония. Говори свободно английски език. В свободното си време се занимава с хобитата си – свирене на пиано и хармоника. Пише поезия и има публикувана една стихосбирка. Мая и Георге Иванови имат един син.